# Тантари
Тантари — село в Гумбетовском районе Дагестана. Входит в сельское поселение «Сельсовет „Игалинский“».

## Географическое положение
Расположено в 12 км к юго-востоку от районного центра села Мехельта, на правом берегу реки Андийское Койсу.

## Население
| 1926 | 1939 | 1989 | 2002 | 2010 | 2021 |
| ---- | ---- | ---- | ---- | ---- | ---- |
| 125  | ↗128 | ↗192 | ↗281 | ↗350 | ↗355 |